# بولين ديفاني
بولين ديفاني (بالإنجليزية: Pauline Devaney)‏ هي كاتبة سيناريو وممثلة بريطانية، ولدت في 1937.

## وصلات خارجية
- بولين ديفاني على موقع IMDb (الإنجليزية)